# Klikový mechanismus
Klikové mechanismy jsou technická zařízení umožňující změnu otáčivého pohybu na přímočarý vratný nebo obráceně změnu přímočarého vratného pohybu na otáčivý pohyb.

## Historie
Klikový mechanismus použil pro svůj soustruh Leonardo da Vinci.

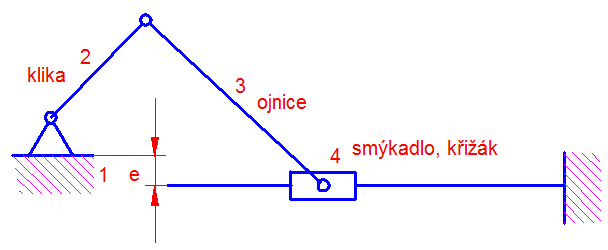
Obecný klikový mechanismus

## Typy klikových mechanismů
- úplný – používá se u dvojčinných pístových strojů, například u velkých lodních motorů, pístových čerpadel;

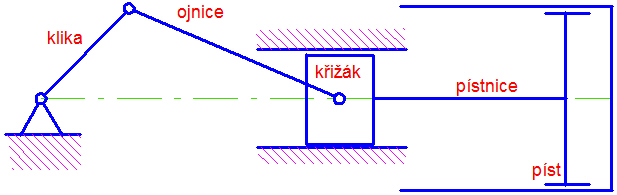
Úplný klikový mechanismus

- zkrácený – používá se u jednočinných pístových strojů – běžné pístové automobilové motory a kompresory;
- dvoučlenný – vyvinul jej Jan Kokeš roku 2019.

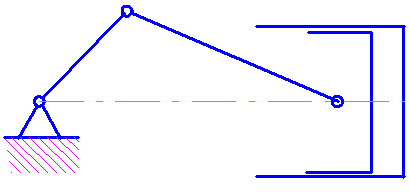
Zkrácený klikový mechanismus

Skutečný výsledný pohyb pístu není harmonický (sinusový). V dolní úvrati je pomalejší a v horní úvrati rychlejší. Proto se píst pohybuje v horní polovině zdvihu kratší dobu než v dolní. Čím kratší ojnici použijeme ke zdvihu pístu, tím se rozdíl zvětšuje (využití pro prodloužení doby výplachu u dvoudobých podčtvercových motorů).
Skutečný pohyb ojnice je obecný rovinný pohyb – ojnice se v každém okamžiku otáčí podle okamžitého středu otáčení.

## Vyvažování
Vyvažování klikového mechanismu znamená umístění těžiště mechanismu do otočného středu. Způsoby:
- vyvážení ojnice použitím protizávaží – těžiště je ve středu klikového čepu
- vyvážení kliky použitím protizávaží na klice – těžiště je v ose klikového hřídele

V běžné praxi se používá neúplného vyvážení použitím pouze jednoho protizávaží na klice.
- vyvážení neharmonického pohybu pístu – používá se u některých motocyklových motorů.

## Obrázky

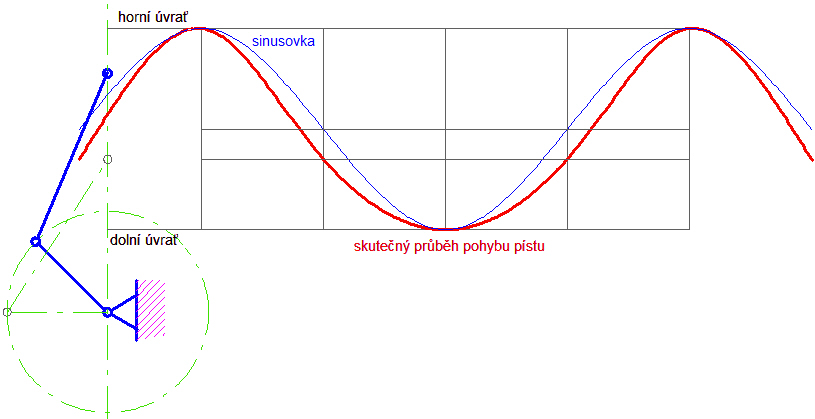
Skutečný pohyb pístu
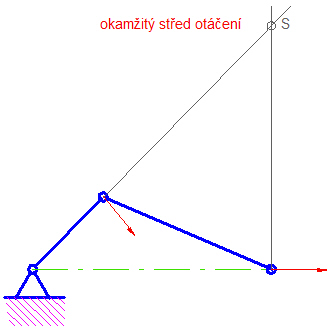
Obecný pohyb ojnice
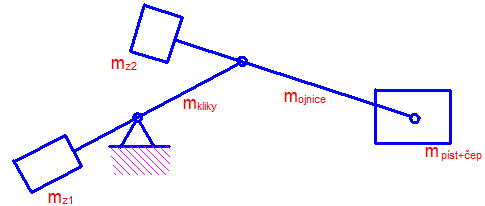
Vyvážení ojnice
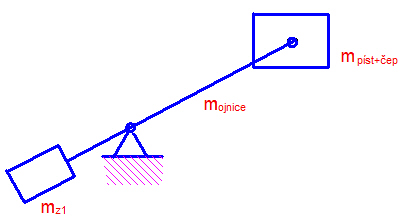
Vyvážení kliky
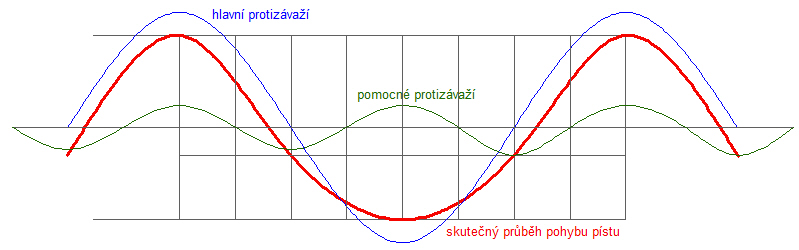
Princip vyvážení neharmonického pohybu pístu
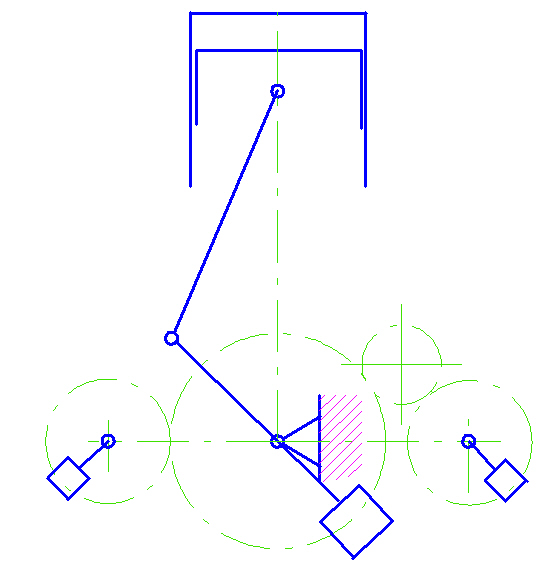
Vyvážení neharmonického pohybu pístu
Převod z pohybu přímočarého vratného sinusoidního na rotační a zpět; indukční elektromotor, generátor
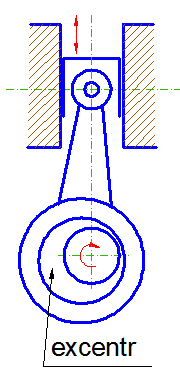
Výstředníkový mechanismus

## Výstředníkový mechanismus
Je zvláštním případem klikového mechanismu s velmi malým zdvihem. Excentr bývá součástí výstředníkové hřídele nebo je na ni nalisován.